# Scopula addictaria
Scopula addictaria är en fjärilsart som beskrevs av Walker 1861. Scopula addictaria ingår i släktet Scopula och familjen mätare. Inga underarter finns listade.